# روتشديل
روتشدیل هي بلدة، ومدينة السوق (تقسيم إداري)، في المملكة المتحدة، تقع في Metropolitan Borough of Rochdale ‏، بلغ عدد سكانها 110,194  نسمة وذلك حسب إحصائيات سنة 2016، رمزها البريدي هو OL16.

## الموقع
تشترك في الحدود مع:
- Whitworth, Lancashire [الإنجليزية]‏.

## مدن توأم
المدن التوأم:
- باينه
- بيلفلد (منذ 1953)
- لفيف.

## أعلام
- راي جيل
- ساجد جاويد
- برايان غرين
- جون سافاج
- باتريك كيلي
- هنري تايلور